# G-quadruplex

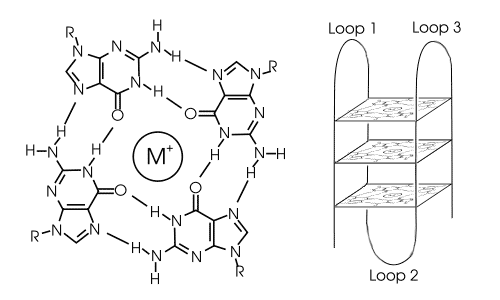
Structure d'un G-quadruplex. Gauche : G-quartet. droite : G-quadruplex intramoléculaire

Un  G-quadruplex (G4) (ou G-quadruplet) est une structure secondaire à quatre brins que peuvent adopter les acides nucléiques (ADN ou ARN) riches en résidus de guanine. Cette structure repose sur des appariements de bases de type Hoogsteen formant un plateau de quatre résidus de guanine (G), également appelé « quartet ». L’empilement parallèle et ininterrompu d’au moins deux quartets, intercalés par un cation monovalent (sodium ou potassium) stabilisant la structure, constitue le G4. Ceci implique une structure primaire d’ADN contenant quatre paires de G pouvant se situer sur la même molécule d’ADN (G4 intramoléculaire) ou sur des molécules d’ADN différentes (G4 intermoléculaire).
Le placement et les liaisons pour former des G-quadruplex n'ont rien d'aléatoire et ont des fonctions peu communes. Leur structure est d'autant plus stabilisée par la présence d'un cation, le plus souvent le potassium, qui se trouve dans un canal central entre chaque paire de tétrades. Ils peuvent être formés d'ADN, d'ARN, de LNA et de PNA, et peuvent être intramoléculaires, bimoléculaires ou tétramoléculaires. Selon la direction des brins ou des parties d'un brin qui forment les tétrades, les structures peuvent être décrites comme parallèles, antiparallèles, ou mixtes. Les structures des G-quadruplex peuvent être prédites par ordinateur à partir de motifs de séquences d'ADN ou d'ARN,, mais leurs structures réelles peuvent être très variées au sein et entre les motifs, jusqu'à plus de 100 000 par génome. Leurs activités dans les processus génétiques de base sont un domaine de recherche actif dans les domaines des télomères, de l'épigénétique, de la génomique fonctionnelle, et de la recherche contre le cancer,.

## Découverte et caractérisation
Les G-quartets et les G-quadruplex ont été caractérisés pour la première fois en 1962 par diffraction de rayon X. Elles ont été étudiées de manière détaillée in vitro, et il a été montré qu’elles se formaient dans des conditions de salinité et de pH physiologiques, et que de nombreuses protéines étaient capables de fixer, stabiliser, ou au contraire dérouler ces structures in vitro (pour revue).

## Les G-quadruplex existent dans le vivant

Structure 3D d'un G-quadruplex formé par la séquence télomérique humaine (brin G). Le squelette phosphate est représenté par un tube. Le centre de la structure contient trois empilements successifs de G-quartets. Les liaisons hydrogène sont représentées par des lignes bleues.

Outre les télomères, des études bioinformatiques ont révélé une forte présence de séquences potentiellement capables de former des G-quadruplex dans tous les génomes analysés jusqu’alors (plus de 270 000 chez l'homme). Ces séquences sont fortement enrichies à certains loci notamment au niveau des promoteurs, et de l'extrémité 5'-UTR des ARN messagers et cela concerne plus particulièrement certaines classes de gènes, alors que d’autres en sont dépourvus. Ceci suggère un rôle conservé de contrôle transcriptionnel, d’épissage ou de traduction pour ces structures secondaires. Outre ce rôle putatif dans le contrôle de l’expression des gènes, les G4 semblent intervenir dans de nombreux autres processus cellulaires, comme la biogenèse des ribosomes et la maturation des ARN ribosomiques, la recombinaison homologue, la régulation de la structure des télomères, et l’inhibition ou l'initialisation de la réplication des ADN ribosomiques et des télomères. L’implication des G4 dans ces mécanismes où l’ADN est activement ouvert est cohérente avec l’idée que le G4 ne peut se former que lorsque l’ADN (ou l’ARN) se trouve sous forme monocaténaire.
Plusieurs études ont récemment mis en évidence, directement ou indirectement, l'existence des G-quadruplex dans les organismes vivant. Chez les ciliés par visualisation directe à l’aide d’anticorps extrêmement affins des G-quadruplex formés par les télomères de Stylonychia lemnae ainsi que le rôle de deux protéines télomériques (TEBPα et ß) dans la formation de cette structure démontrant un rôle important des G-quadruplex dans le métabolisme des télomères.  Chez l'homme, l'existence des G-quadruplex a été démontrée à l'aide de ligands liant spécifiquement les G-quadruplex télomériques,. Chez la bactérie, la formation de G-quadruplex au cours de la transcription a été mis en évidence par microscopie électronique chez E. coli. Un champ de l'étude des G-quadruplex réside également dans leur visualisation en direct dans une cellule vivante, notamment via des méthodes de spectroscopie.

### Communiqués de presse académiques
- Journal du CNRS : Quadruplexes d’ADN : les nouvelles stars de la génétique

### Sites internet dédiés aux G-quadruplex
- Quadruplex.org - a website to serve the quadruplex community
- Quadbase - downloadable data on predicted G-quadruplexes
- Greglist - a database listing potential G-quadruplex regulated genes
- Database on Quadruplex information: QuadBase from IGIB
- GRSDB- a database of G-quadruplexes near RNA processing sites.
- GRS_UTRdb- a database of G-quadruplexes in the UTRs.
- G-quadruplex Resource Site

### Outils de prédiction de G-quadruplex
- Quadparser: Downloadable program for finding putative quadruplex-forming sequences
- QGRS Mapper: a web-based application for predicting G-quadruplexes in nucleotide sequences and NCBI genes
- Quadfinder: Tool for Prediction and Analysis of G Quadruplex Motifs in DNA/RNA Sequences from IGIB